# اسماعیل گنسالوس
اسماعیل روتی تاوارس کروز داسیلوا گُنسالوِس (پرتغالی: Esmaël Ruti Tavares Cruz da Silva Gonçalves؛ زادهٔ ۲۵ ژوئن ۱۹۹۱) که به نام اسماعیل گُنسالوِس یا ایزما (برخی اوقات به اشتباه ایسما خوانده می‌شود) نیز شناخته می‌شود، بازیکن فوتبال اهل گینه بیسائو است.
ایزما در بیسائو پایتخت گینه بیسائو متولد شد و بعد از مهاجرت به پرتغال به همراه خانواده‌اش در سیزده سالگی به تیم جوانان بوآویستا پیوست و پس از سه سال حضور در این تیم به تیم جوانان نیس در فرانسه رفت و سپس نخستین قرارداد حرفه‌ای خود را با تیم بزرگسالان نیس در ابتدای فصل ۱۲–۲۰۱۱ امضا کرد. ایزما سابقهٔ بازی در لیگ‌های فرانسه، اسکاتلند، قبرس و یونان را نیز در کارنامه دارد. وی در قارهٔ آسیا نیز به واسطه بازی در تیم‌هایی از عربستان سعودی، ازبکستان و ایران شناخته شده‌است.
ایزما در دوران حرفه‌ای خود تا کنون ۲ قهرمانی و ۳ نائب قهرمانی در رقابت‌های مختلف به دست آورده و یک بار نیز در سال ۲۰۱۸ آقای گل لیگ برتر فوتبال ازبکستان شده‌است.
ایزما از بازیکنان دو ملیتی فوتبال محسوب می‌شود و امکان بازی برای دو کشور پرتغال و گینه بیسائو را دارد. وی در فصل ۰۸–۲۰۰۷ سه بازی در تیم ملی فوتبال زیر ۱۷ سال پرتغال انجام داد اما پس از آن دیگر به این تیم یا تیم بزرگسالان پرتغال دعوت نشد. ایزما سرانجام در سال ۲۰۱۸ به تیم ملی گینه بیسائو دعوت شد و یک بازی برای این تیم انجام داد تا بدین ترتیب امکان بازی برای تیم ملی پرتغال را برای همیشه از دست بدهد.

## سال‌های نخستین
اسماعیل روتی تاوارس کروز داسیلوا گُنسالوِس در ۲۵ ژوئن ۱۹۹۱ در شهر بیسائو، پایتخت گینه بیسائو به دنیا آمد. در ۳ سالگی به همراه خانواده‌اش به پرتغال مهاجرت کرد. او فوتبال حرفه‌ای را از باشگاه پرتغالی بوآویستا آغاز کرد که بنا بر ادعای خودش در آغاز بدون دستمزد برای این تیم بازی می‌کرد. وی شرایط روزهای آغازین فوتبال حرفه‌ای خود را «بسیار سخت» توصیف می‌کند.
وی پس از ۳ سال حضور در پرتغال، برای اینکه به عضویت تیم جوانان نیس در بیاید راهی فرانسه شد، هرچند قبل از انعقاد قرارداد با این باشگاه وی مورد توجه باشگاه مطرح انگلیسی، لیورپول، نیز قرار گرفته‌بود. گنسالوس ۲ سال را در آکادمی باشگاه نیس گذراند و پس از درخشش در تیم رزرو این باشگاه، در ژانویه ۲۰۱۱ به تیم اصلی فراخوانده شد.

## دوران باشگاهی حرفه‌ای

### آغاز در فرانسه: نیس ۱۲–۲۰۱۱
وی نخستین بازی رسمی و حرفه‌ای خود را در ۳۰ ژانویه ۲۰۱۱ زمانی که ۱۹ سال داشت مقابل بوردو انجام داد. او در این بازی در دقیقه ۶۱ به جای دنیل لجوبوجا وارد زمین شد؛ گنسالوس در نخستین تجربه حرفه‌ای خود که با باخت ۲–۰ نیس همراه شد، نزدیک ۳۰ دقیقه بازی کرد و یک کارت زرد نیز در دقیقه ۸۴ دریافت کرد. این تنها بازی ایزما در آن فصل (فصل ۱۱–۲۰۱۰) بود.
در ۳۰ ژوئن ۲۰۱۱ وی نخستین قرارداد حرفه‌ای خود با تیم بزرگسالان یک باشگاه را امضا کرد و رسماً با قراردادی سه‌ساله به تیم اصلی نیس پیوست. اریک روی، سرمربی وقت نیس، نام وی را برای فصل ۱۲–۲۰۱۱ در لیست تیم قرار داد و شماره ۲۴ تیم به او رسید. گنسالوس نخستین بازی خود را در این فصل در ۱۴ اوت مقابل اویان انجام داد و در این بازی که با شکست ۱–۰ تیمش همراه شد، به‌عنوان یار تعویضی در دقیقه ۷۷ وارد زمین شد. دو هفته بعدتر، نیز در بازی مقابل برستوا نیز به‌عنوان بازیکن تعویضی به میدان رفت که با نتیجهٔ ۰–۰ به پایان رسید. اما نقطهٔ عطف ایزما در این فصل، مقابل تیم مدعی آن روزهای فرانسه، لیون، شکل گرفت؛ جایی که وی با یک گل و یک پاس گل، ستارهٔ میدان بود و موجب پیروزی تیمش با نتیجه ۳–۴ شد. ایزما گل چهارم و پیروزی بخش نیس را پس از پیمودن مسافتی زیاد از زمین خودی و با ضربه‌ای زیبا وارد دروازه هوگو لوریس کرد.

### بازگشت به پرتغال: ۱۷–۲۰۱۲
در ۳ اوت ۲۰۱۲ باشگاه نیس در وب‌سایت رسمی خود، تأیید کرد که گنسالوس برای عقد قراردادی با باشگاه فوتبال ریو آوه در لیگ برتر پرتغال راهی این کشور شده‌است. او پیش از این نیز از تمایلش برای بازگشت به پرتغال به‌دلیل نزدیکی به خانواده‌اش گفته بود و به نظر می‌رسد دلیل اصلی این انتقال نیز همین بوده باشد.
وی در فصل ۱۳–۲۰۱۲ شش بازی برای ریو آوه انجام داد که ۵تا از آن‌ها حضور در ترکیب اصلی و یکی نیز ورود به‌عنوان یار تعویضی مقابل بنفیکا بود. از آن پس، ایزما به تیم‌های مختلفی از اسکاتلند، قبرس و یونان قرض داده شد.

#### حضور قرضی در سنت میرن
ایزما در ۲۲ ژانویه ۲۰۱۳ با قراردادی قرضی تا پایان فصل ۱۳–۲۰۱۲ از ریو آوه به باشگاه اسکاتلندی سنت میرن در لیگ برتر فوتبال اسکاتلند پیوست. یک روز بعد از این انتقال، رسانه‌های محلی اسکاتلند با استقبال از این اتفاق نقل کردند وی می‌تواند «دروگبای بعدی» باشد. گنسالوس شروع فوق‌العاده‌ای در این تیم اسکاتلندی داشت و در ۳ بازی ابتدایی خود برای این تیم، ۴ گل به‌ثمر رساند.
نخستین گل او تنها ۵ روز پس از پیوستن به سنت میرن، در بازی مرحله نیمه‌نهایی لیگ کاپ مقابل سلتیک، تیم مطرح اسکاتلند و در ورزشگاه خانگی این تیم، همپدن پارک، به ثمر رسید. وی در این بازی تنها ۸ دقیقه حضور داشت. این گل، از آن جهت حائز اهمیت است که تیم سنت میرن از سال ۲۰۱۰ موفق به زدن گل به سلتیک نشده بود. این بازی در نهایت با پیروزی یاران گنسالوس و صعود آن‌ها به فینال رقابت‌ها به پایان رسید. او سه روز بعد، اولین بازی خود در لیگ برتر فوتبال اسکاتلند را مقابل اینورنس انجام داد و در این بازی هم موفق به گل‌زنی شد. او با زدن گل اول سنت میرن در دقیقه ۲۶ از موجبات پیروزی ۲–۱ تیمش بود.
در ۲ فوریه ۲۰۱۳؛ یعنی سه روز پس از بازی مقابل اینورنس، ایزما نخستین بازی در جام حذفی فوتبال اسکاتلند را نیز تجربه کرد. او در بازی مقابل تیم جان‌استونز در جام حذفی، به‌تنهایی، هر دو گل تیمش را به ثمر رساند و نتیجهٔ ۲–۰ به نفع سنت میرن را رقم زد. اما پس از این، تیره‌روزی‌های سنت میرن فرا رسید و این تیم مجموعه‌ای از نتایج ضعیف را در فوریه و مارس ۲۰۱۳ کسب کرد؛ تا جایی که تنها برد آن‌ها از ۷ مسابقه، پیروزی ۲–۰ مقابل هارت آف میدلوتیان بود. با این وجود، گنسالوس همچنان در فرم خوبی قرار داشت و توانست در مارس ۲۰۱۳ بار دیگر به سلتیک گل بزند.
در ۱۷ مارس ۲۰۱۳ سنت میرن که با درخشش ایزما به فینال رقابت‌های لیگ کاپ راه یافته بود، برای کسب عنوان قهرمانی مقابل هارت آف میدلوتیان قرار گرفت. گنسالوس در این بازی هم درخشید؛ او در دقیقهٔ ۳۶ این بازی، گلِ مساوی تیمش را به ثمر رساند و پاس گل سوم تیمش را هم به کونور نیوتون داد تا سنت میرن با نتیجه ۳–۲ پیروز و قهرمان رقابت‌ها شود. این قهرمانی، نخستین قهرمانی سنت میرن در لیگ کاپ اسکاتلند و نخستین دست‌آورد آن‌ها از سال ۱۹۸۷ بود. ایزما پس از گلزنی در این دیدار، پیراهن ورزشی خود را بالا زد که در زیر آن عبارت "Forca Fábio Faria" درج شده بود. او این حرکت را در حمایت از دوست و همبازی سابق خود فابیو فاریا انجام داد که چند روز قبل از آن مسابقه، خبر کناره‌گیری وی از دنیای فوتبال به علت نارسایی قلبی تأیید شده بود. این اقدام ایزما موجب جریمه وی با کارت زرد از طرف داور شد.
در جریان تساوی ۱–۱ مقابل سلتیک در ۳۱ مارس ۲۰۱۳، برخورد گنسالوس با امیلو ایزاگویره در دقایق پایانی بازی منجر به اعلام پنالتی توسط داور شد و منجر به گل تساوی سنت میرن شد. این پنالتی مشکوک، بعدها جنجال زیادی به پا کرد و ایزما به علت فریب داور ۲ جلسه از همراهی تیمش محروم شد.
با نزدیک‌شدن به پایان مهلت قرارداد، هم خود او به ادامه همکاری تمایل نشان داد و هم باشگاه به دنبال دائمی کردن قرارداد وی بود. اما در ادامه، باشگاه ریو آوه برای انتقال دائم وی به سنت مارین، ۴۰۰ هزار پوند مطالبه کرد و درنتیجه، دائمی شدن این انتقال در آن مقطع منتفی شد.

#### حضور قرضی در آپوئل
پس از حضور نسبتاً موفق وی در سنت مرین و با توجه به فعل و انفعالاتی که در انتهای مهلت قراردادش با این تیم رخ داد، تیم‌هایی از جمله ناتینگهام فارست، آپوئل، سلتیک، رنجرز و آبردین خواستار عقد قرارداد قرضی با ایزما شدند. ولی در نهایت، باشگاه آپوئل نیکوزیا، مطرح‌ترین تیم قبرس توانست در ۳ ژوئیه ۲۰۱۳، انتقال قرضی ایزما برای یک فصل را نهایی کند.
نخستین بازی گنسالوس برای آپوئل، در پلی‌اف لیگ قهرمانان اروپا ۱۴–۲۰۱۳ و در ورزشگاه جی‌اس‌پی مقابل تیم ماریبور اسلوونی انجام شد. او این‌بار هم در نخستین بازی خود برای یک تیم موفق به گلزنی شد و در دقیقه ۲۱ تک گل تیمش را زد. هرچند این بازی در نهایت با نتیجهٔ ۱–۱ به پایان رسید، ولی تیم آپوئل به علت قانون گل زده در خانهٔ حریف، از صعود به لیگ قهرمانان اروپا بازماند و راهی لیگ اروپا شد. در لیگ اروپا نیز آپوئل به تاریخ ۲۴ اکتبر ۲۰۱۳ در ورزشگاه شابان-دلمس مقابل بوردو فرانسه قرار گرفت که ایزما توانست در دقیقه ۴۵ یک گل برای تیمش بزند و حساب کار را ۱–۱ کند؛ هرچند که در نهایت، حریف توانست با گل دقیقه ۹۰ پیروز مسابقه شود.
گنسالوس نخستین گل خود در لیگ دسته اول قبرس را در دقیقه ۳۰ بازی مقابل کوکیلا وارد دروازه حریف کرد؛ او در این بازی ۲ بار دیگر نیز در دقایق ۵۶ و ۸۴ موفق به گلزنی شد تا با ثبت یک هت تریک، نقش اصلی در این پیروزی پرگلِ ۵–۰ تیمش داشته باشد.
در ۳۱ دسامبر ۲۰۱۳ با توافق دو طرفهٔ باشگاه و گنسالوس، قرارداد وی فسخ شد تا وی ادامه فصل را در فوتبال یونان سپری کند.

#### حضور قرضی در ویرا
ایزما پس از اینکه در میانهٔ فصل ۱۴–۲۰۱۳ از آپوئل جدا شد، در ۱۴ ژانویه ۲۰۱۴ (پنجره نقل و انتقالاتی نیم فصل) با قراردادی قرضی به‌مدت یک فصل به باشگاه یونانی ویرا (ورویا) پیوست. او با لباس این تیم، فقط در سوپر لیگ یونان حضور داشت و ۱۰ بار به‌عنوان یار اصلی و ۵ بار هم به‌عنوان یار تعویضی وارد زمین شد که حاصل آن ۲ گل مقابل تیم‌های پائوک و پانیونیوس بود.
نخستین بازی ایزما برای این تیم در ۱۹ ژانویه ۲۰۱۴ مقابل پاناتینایکوس و آخرین بازی وی برای این تیم در ۱۳ آوریل ۲۰۱۴ مقابل آستراس تریپولی انجام شد؛ یعنی دوران حضور گنسالوس در این تیم کوتاه و در حد چند ماه بود. در پایان فصل ۱۴–۲۰۱۳، قرارداد قرضی وی با توافق طرفین فسخ شد و او به تیم اصلی خود یعنی ریو آوه بازگشت.

#### بازگشت به ریو آوه و حضور قرضی در آنورتوسیس
ایزما فصل ۱۵–۲۰۱۴ را در فهرست تیم اصلی خود، ریو آوه آغاز کرد و ۱۲ بازی دیگر برای این تیم در لیگ انجام داد. او مقابل تیم دوران کودکی‌اش، بوآویستا، یک گل هم به ثمر رساند. وی در این فصل همراه ریو آوه در رقابت‌های دیگری نظیر جام حذفی، لیگ کاپ و لیگ اروپا نیز حضور داشت که حاصل آن‌ها تا پایان نیم فصل ۴ گل در ۲۱ بازی بود؛ او ۱۶۳ دقیقه در لیگ اروپا به میدان رفت و یک گل نیز مقابل الفسبورگ، نماینده سوئد، به ثمر رساند.
پس از نیم فصل حضور در پرتغال، وی دوباره به یک تیم قبرسی به نام آنورتوسیس فاماگوستا قرض داده شد. این تیم مشهور قبرسی، از زمان حضور ایزما در آپوئل، وی را زیر نظر داشت و خواهان جذب او بود. این بار، حضور گنسالوس در قبرس بسیار درخشان بود؛ وی یک بار دیگر مانند حضورش در سنت میرن و آپوئل توانست در نخستین بازی خود برای یک تیم گلزنی کند. او ابتدا در ۱ فوریه ۲۰۱۴ در رقابت‌های لیگ قبرس مقابل تیم اتللوس گلزنی کرد و ۳ روز بعد، مقابل تیم وورکلینیس در جام حذفی قبرس دبل کرد. او با نیم فصل حضور در این تیم توانست در ۱۷ مسابقه، ۱۰ گل بزند و درخشش وی باعث شد مورد توجه باشگاه عربستانی الاتفاق قرار گیرد.

#### جدایی از ریو آوه
ایزما که از سال ۲۰۱۲ به عضویت تیم ریو آوه پرتغال درآمده بود و اکثراً به تیم‌های دیگر قرض داده می‌شد، بالاخره در ابتدای فصل ۱۶–۲۰۱۵ از این تیم جدا شد و پس از حضوری بسیار کوتاه در الاتفاق عربستان به باشگاه قبرسی آنورتوسیس فاماگوستا بازگشت که در آن درخشان ظاهر شده‌بود. اما این بار نه به‌صورت قرضی؛ بلکه با یک قرارداد آزاد.
هرچند حضور وی در عربستان بسیار کوتاه و فقط در حد انجام ۲ بازی در جام ولیعهد عربستان بود، ولی وی باز هم توانست در اولین بازی خود برای یک تیم گل‌زنی کند و موجب پیروزی ۱–۰ تیمش مقابل العروبه شد.
گنسالوس پس از بازگشت به آنورتوسیس در ژانویه ۲۰۱۶ باز هم آمار گل‌زنی نسبتاً خوبی برجا گذاشت، او ۲ گل در ۳ بازیِ جام حذفی و ۹ گل در ۳۳ بازی لیگ قبرس به ثمر رساند و پس از یک سال حضور در آنورتوسیس، از این تیم جدا شد و با عقد قراردادی به هارت آف میدلوتیان پیوست تا پس از ۴ سال باز هم حضور در فوتبال اسکاتلند را تجربه کند.

### بازگشت به اسکاتلند در هارت آف میدلوتیان: ۱۸–۲۰۱۷
گنسالوس که در سال ۲۰۱۳ روزهای خوبی را با سنت میرن در فوتبال اسکاتلند گذرانده بود و حتی مقابل هارت آف میدلوتیان در فینال لیگ کاپ بازی خوبی به نمایش گذاشته بود، در ژانویه ۲۰۱۷ بار دیگر به این کشور بازگشت و با عقد قراردادی به ارزش ۱۷۰ هزار پوند به عضویت تیم هارت آف میدلوتیان درآمد که حاصل این حضور ۱۵ گل در ۴۲ بازیِ رقابت‌های مختلف از جمله پرمیرشیپ، لیگ کاپ و جام حذفی بود. نخستین بازی ایزما برای این تیم در تاریخ ۱ فوریه ۲۰۱۷ و در پیروزی ۴–۱ هارت آف میدلوتیان مقابل رنجرز بود و نخستین گلش نیز ۳ روز بعد و در جریان پیروزی هارت مقابل مادرول به ثمر رسید. ایزما در این دیدار در طی ۴ دقیقه دبل کرد و نتیجه بازی را از ۱–۰ به ۳–۰ تغییر داد.
در ژانویه ۲۰۱۸ که مصادف است با پنجره نقل و انتقالاتی نیم فصل اسکاتلند و ابتدای فصل ازبکستان، وی با قراردادی به ارزش ۳۵۰ هزار پوند به باشگاه ازبکستانی پاختاکور، یکی از مطرح‌ترین تیم‌های ازبکستان و آسیا فروخته شد.

### بازی در ازبکستان
گنسالوس فصل ۲۰۱۸ فوتبال ازبکستان را به‌طور کامل با تیم پاختاکور سپری کرد که سالی پربار و درخشان برای وی بود. وی نخستین بازی خود برای این تیم را در ۲ مارس ۲۰۱۸ مقابل سگدیانا انجام داد. ایزما در این بازی که از هفته اول لیگ برتر ازبکستان انجام می‌شد، بار دیگر توانست بازی‌هایش برای یک تیم را با گل‌زنی آغاز کند و در دقیقهٔ ۸۱ از روی نقطهٔ پنالتی گل زد، پاختاکور این بازی را ۲–۰ برد.
ایزما در این سال، در ۴ بازی لیگ توانست دبل کند که ۲ تا از این بازی‌ها، رفت و برگشت مقابل تیم متالورگ و مابقی، مقابل تیم‌های نسف قرشی و بخارا بود. وی همچنین در جریان پیروزی ۴–۰ پاختاکور مقابل نسف قرشی در هفته ۲۲ لیگ برتر ازبکستان به تاریخ ۱۸ اوت توانست با گل‌زنی در دقایق ۵۹، ۷۳ و ۸۹ تنها هت تریک خود در فوتبال ازبکستان را به ثبت برساند.
گنسالوس در این فصل همراه با تیم پاختاکور تا آستانه فتح جام حذفی ازبکستان پیش رفت، اما در فینال که ۲۸ اکتبر ۲۰۱۸ بین دو تیم پاختاکور و آلمالیق برگزار شد، ناکام ماند تا به مقام نائب قهرمانی این رقابت‌ها برسد. در این دیدار، ابتدا آلمالیق با گل یووان جوکیچ پیش افتاد، اما ایزما کار را به تساوی کشاند. در نهایت، آلمالیق ۲ گل دیگر نیز به ثمر رساند و با نتیجه ۳–۱ پیروز دیدار و فاتح جام شد.
گنسالوس در این سال علاوه بر کسب مقام نائب قهرمانی جام حذفی ازبکستان، نائب قهرمان لیگ برتر شد و توانست با ۱۶ گل (۱۲تا در لیگ و ۴تا در پلی‌اف) آقای گل فوتبال ازبکستان شود. این درخشش وی موجب شد در پایان لیگ ازبکستان یعنی ژانویه ۲۰۱۹ باشگاه استقلال، قهرمان ۲ دوره آسیا، برای جذب وی اقدام کند.

### حضور در ایران

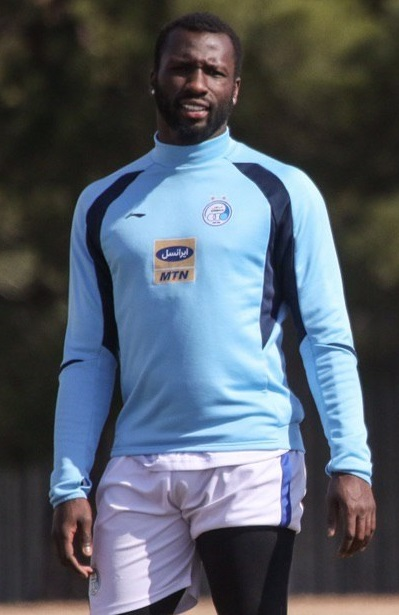
گونسالس در تمرینات استقلال در زمستان ۱۳۹۷

باشگاه ایرانی استقلال که در ابتدای فصل ۱۹–۲۰۱۸، مامه تیام، مهاجم باکیفیت خود را از دست داده بود و الحاجی گرو هم پس از نیم فصل حضور در این تیم نتوانسته بود انتظارات را برآورده کند، به‌دنبال تقویت خط حمله خود به سراغ آقای گل لیگ ازبکستان، اسماعیل گنسالوس، رفت. این تیم توانست در پنجره نقل و انتقالاتی نیم‌فصل فوتبال ایران، به تاریخ ۲۶ ژانویه ۲۰۱۹ با عقد قراردادی ۱۸ ماهه وی را به خدمت بگیرد تا شماره پیراهن ۲۰ این تیم تا انتهای فصل بر تن ایزما باشد.
گنسالوس نخستین بازی خود را برای استقلال در تاریخ ۷ فوریه و در جریان پیروزی ۴–۰ مقابل پیکان تهران انجام داد؛ وی در این بازی در دقیقه ۸۱ به جای مرتضی تبریزی وارد زمین شد. ایزما این‌بار نیز در اولین بازی خود در لباس یک تیم، گل‌زنی کرد. البته این‌بار او فقط به ۵۲ ثانیه زمان نیاز داشت تا بتواند روی پاس گادوین منشا گل سوم تیمش را به ثمر برساند.
او در بازی مقابل تراکتورسازی، پارس جنوبی جم و فولاد خوزستان نیز دقایق کمی را به‌عنوان بازیکن تعویضی وارد زمین شد و بازی کرد که در بازی مقابل فولاد در ۹ اسفند ۱۳۹۷ توانست در وقت‌های تلف شده گل سوم تیمش را به ثمر برساند تا در ۴۸ دقیقهٔ ابتدایی بازی خود برای استقلال ۲ گله شود.
اولین بازی قاره‌ای ایزما برای استقلال، در ۱۴ اسفند و بازی مقابل الدحیل در هفته اول لیگ قهرمانان آسیا ۲۰۱۹ بود که وی در دقیقه ۸۰ به جای امید نورافکن وارد زمین شد. این دیدار در نهایت با برتری ۳–۰ به نفع تیم قطری به پایان رسید.
در ۱۷ اسفند و بازی مقابل نفت مسجدسلیمان در لیگ برتر، گنسالوس برای نخستین‌بار در ترکیب اولیه استقلال گرفت؛ وی در این بازی که هم در پست وینگر و هم برای دقایقی در پست مهاجم نوک بازی کرد، علاوه بر پاس گلی که در دقیقهٔ ۷ به علی کریمی داد، با نفوذهای پیاپی به دفاع حریف و نمایش خوب توانست بهترین بازیکن زمین شود.
تیم استقلال در انتهای آن فصل دربی تهران را واگذار کرد و با کم شدن شانس قهرمانی، دچار یک بحران موقتی شد که نتیجهٔ آن اخراج مربی این تیم، وینفرید شفر و حضور موقت فرهاد مجیدی در سمت سرمربی‌گری این تیم بود. ایزما در دوران مجیدی هم از بازیکنان اصلی استقلال بود. وی در نخستین بازی تیم تحت هدایت مجیدی در ترکیب اصلی قرار گرفت و توانست در دقیقهٔ ۲۶ بازی روی پاس آرمین سهرابیان گلزنی کند.
در پایان فصل، تیم استقلال با تغییرات بسیاری مواجه شد؛ از جمله این که ایزما در تاریخ ۱۱ خرداد ۱۳۹۸ رسماً از آن جدا شد. دربارهٔ علت جدایی وی، عواملی مانند تصاعدی بودن رقم قراردادش، مشکلات مادی استقلال و توصیه مهدی تاج (رئیس وقت فدراسیون فوتبال ایران) مبنی بر کاهش نیروهای خارجی در فوتبال ایران عنوان شد.

### ماتسوموتو یاماگا
وی پس از جدایی از استقلال در ۹ سپتامبر ۲۰۱۹ به باشگاه فوتبال ماتسوموتو یاماگا در جی‌لیگ ژاپن پیوست.

## دوران ملی
هرچند گنسالوس متولد گینه بیسائو است، اما شهروند پرتغال نیز محسوب می‌شود. مطابق قوانین فیفا، چنین بازیکنانی حق بازی برای تیم‌های ملی هر دو کشور را دارند و حتی می‌توانند بعد از بازی برای تیم‌های ملی پایهٔ یک کشور، برای تیم اصلی کشور دیگر بازی کنند. گنسالوس در سال ۲۰۰۷ به تیم ملی زیر ۱۷ سال پرتغال دعوت شد و در ۳ بازی نیز برای این تیم به میدان رفت. ایزما همچنین در سال ۲۰۱۰ به تیم ملی زیر ۲۰ سال پرتغال دعوت شد و در تمرینات آمادگی این تیم برای جام جهانی زیر ۲۰ سال که در سال ۲۰۱۱ در کلمبیا برگزار شد، شرکت کرد. هرچند وی در این اردوی تمرینی نمایش نسبتاً قابل قبولی از خود نشان داد، ولی در نهایت، توسط سرمربی وقت آن تیم، ایلیجو والی، برای شرکت در مسابقات در نظر گرفته نشد.
گنسالوس در سال ۲۰۱۸ حاضر شد برای تیم ملی فوتبال گینه بیسائو به میدان برود تا اولین تجربه ملی وی در رده بزرگسالان در ۲۲ مارس ۲۰۱۸ در بازی دوستانه مقابل تیم ملی بورکینافاسو رقم بخورد؛ دیداری که در نهایت با برتری بورکینافاسو به پایان رسید.

## پست و سبک بازی
ایزما یک بازیکن راست پاست که علاوه بر پست تخصصی خود یعنی مهاجم نوک، توانایی بازی در وینگر چپ و راست هم دارد سبک بازی وی در این پست‌ها با روملو لوکاکو، مهاجم بلژیکی مقایسه می‌شود؛ چرا که هر دو با تکیه با قدرت بدنی بالا و جثهٔ بزرگ خود، از مدافعان حریف عبور می‌کنند.

## زندگی شخصی
اسماعیل در سال ۲۰۱۳ با لوسیا سکوئرا، مدل و مدیر شرکت elite smoke ازدواج کرد؛ حاصل این ازدواج ۲ پسر با نام‌های ایسما جونیور (پسر بزرگ‌تر) و سنتاگو بود. خود گنسالوس در مصاحبه‌ای در سال ۲۰۱۷ تأثیر ازدواج و پدر شدنش را در زندگی‌اش مثبت ارزیابی و از این بابت ابراز رضایت کرد.
وی پس از جدایی از باشگاه فوتبال هارت آف میدلوتیان و پیوستن به پاختاکور یکی از دلایل جداییش را ناراحتی خانوده‌اش از شعارهای نژادپرستانه هواداران اعلام کرد. بنا بر گفتهٔ ایزما آزار و اذیت‌های برخی هواداران در اسکاتلند و رفتارهای نژادپرستانهٔ آن‌ها، تأثیرات منفی بسزایی در عملکرد فنی او گذاشته بود.

## آمار باشگاهی
تا تاریخ ۹ ژوئیه ۲۰۱۹
| باشگاه                     | فصل                       | لیگ                       | لیگ  | لیگ | جام حذفی | جام حذفی | لیگ کاپ (در برخی کشورها) | لیگ کاپ (در برخی کشورها) | قاره‌ای | قاره‌ای | غیره | غیره | مجموع | مجموع |
| باشگاه                     | فصل                       | دسته                      | بازی | گل  | بازی     | گل       | بازی                     | گل                       | بازی   | گل     | بازی | گل   | بازی  | گل    |
| -------------------------- | ------------------------- | ------------------------- | ---- | --- | -------- | -------- | ------------------------ | ------------------------ | ------ | ------ | ---- | ---- | ----- | ----- |
| نیس                        | ۲۰۱۱–۲۰۱۰                 | لیگ ۱ فرانسه              | ۱    | ۰   | ۰        | ۰        | ۰                        | ۰                        | _      | _      | _    | _    | ۱     | ۰     |
| نیس                        | ۲۰۱۲–۲۰۱۱                 | لیگ ۱ فرانسه              | ۱۷   | ۲   | ۲        | ۱        | ۰                        | ۰                        | _      | _      | _    | _    | ۱۹    | ۳     |
| مجموع نیس                  | مجموع نیس                 | مجموع نیس                 | ۱۸   | ۲   | ۲        | ۱        | ۰                        | ۰                        | _      | _      | _    | _    | ۲۰    | ۳     |
| ریو آوه                    | ۲۰۱۳–۲۰۱۲                 | لیگ برتر پرتغال           | ۶    | ۰   | ۱        | ۰        | ۱                        | ۰                        | —      | —      | —    | —    | ۸     | ۰     |
| ریو آوه                    | ۲۰۱۴–۲۰۱۳                 | لیگ برتر پرتغال           | ۰    | ۰   | ۰        | ۰        | ۰                        | ۰                        | —      | —      | —    | —    | ۰     | ۰     |
| ریو آوه                    | ۲۰۱۵–۲۰۱۴                 | لیگ برتر پرتغال           | ۱۲   | ۱   | ۲        | ۱        | ۳                        | ۱                        | ۴      | ۱      | ۰    | ۰    | ۲۱    | ۴     |
| مجموع ریوه آوه             | مجموع ریوه آوه            | مجموع ریوه آوه            | ۱۸   | ۱   | ۳        | ۱        | ۴                        | ۱                        | ۴      | ۱      | ۰    | ۰    | ۲۹    | ۴     |
| سنت میرن (قرضی)            | ۲۰۱۳–۲۰۱۲                 | لیگ برتر اسکاتلند         | ۱۲   | ۳   | ۲        | ۳        | ۲                        | ۲                        | _      | _      | _    | _    | ۱۶    | ۸     |
| مجموع سنت میرن             | مجموع سنت میرن            | مجموع سنت میرن            | ۱۲   | ۳   | ۲        | ۳        | ۲                        | ۲                        | _      | _      | _    | _    | ۱۶    | ۸     |
| آپوئل (قرضی)               | ۲۰۱۴–۲۰۱۳                 | لیگ دسته اول قبرس         | ۱۰   | ۳   | ۰        | ۰        | _                        | _                        | ۶      | ۲      | ۱    | ۰    | ۱۷    | ۵     |
| مجموع آپوئل                | مجموع آپوئل               | مجموع آپوئل               | ۱۰   | ۳   | ۰        | ۰        | _                        | _                        | ۶      | ۲      | ۱    | ۰    | ۱۷    | ۵     |
| ویرا (قرضی)                | ۲۰۱۴–۲۰۱۳                 | سوپر لیگ یونان            | ۱۵   | ۲   | ۰        | ۰        | _                        | _                        | _      | _      | ۰    | ۰    | ۱۵    | ۲     |
| مجموع ویرا                 | مجموع ویرا                | مجموع ویرا                | ۱۵   | ۲   | ۰        | ۰        | _                        | _                        | _      | _      | ۰    | ۰    | ۱۵    | ۲     |
| آنورتوسیس فاماگوستا (قرضی) | ۲۰۱۵–۲۰۱۴                 | لیگ دسته اول قبرس         | ۱۵   | ۹   | ۳        | ۲        | _                        | _                        | _      | _      | ۰    | ۰    | ۱۸    | ۱۱    |
| مجموع آنورتوسیس فاماگوستا  | مجموع آنورتوسیس فاماگوستا | مجموع آنورتوسیس فاماگوستا | ۱۵   | ۹   | ۳        | ۲        | _                        | _                        | _      | _      | ۰    | ۰    | ۱۸    | ۱۱    |
| الاتفاق عربستان (قرضی)     | ۲۰۱۶–۲۰۱۵                 | لیگ حرفه‌ای عربستان        | ۰    | ۰   | ۲        | ۱        | ۰                        | ۰                        | _      | _      | ۰    | ۰    | ۲     | ۱     |
| مجموع الاتفاق              | مجموع الاتفاق             | مجموع الاتفاق             | ۰    | ۰   | ۲        | ۱        | ۰                        | ۰                        | _      | _      | ۰    | ۰    | ۲     | ۱     |
| آنورتوسیس فاماگوستا        | ۲۰۱۶–۲۰۱۵                 | لیگ دسته اول قبرس         | ۱۴   | ۱   | ۱        | ۰        | _                        | _                        | _      | _      | ۰    | ۰    | ۱۵    | ۱     |
| آنورتوسیس فاماگوستا        | ۲۰۱۷–۲۰۱۶                 | لیگ دسته اول قبرس         | ۱۹   | ۸   | ۲        | ۲        | _                        | _                        | _      | _      | ۰    | ۰    | ۲۱    | ۱۰    |
| مجموع آنورتوسیس فاماگوستا  | مجموع آنورتوسیس فاماگوستا | مجموع آنورتوسیس فاماگوستا | ۳۳   | ۹   | ۳        | ۲        | _                        | _                        | _      | _      | ۰    | ۰    | ۳۶    | ۱۱    |
| هارت آف میدلوتیان          | ۲۰۱۷–۲۰۱۶                 | پرمیرشیپ اسکاتلند         | ۱۵   | ۷   | ۲        | ۱        | ۰                        | ۰                        | ۰      | ۰      | ۰    | ۰    | ۱۷    | ۸     |
| هارت آف میدلوتیان          | ۲۰۱۸–۲۰۱۷                 | پرمیرشیپ اسکاتلند         | ۲۰   | ۶   | ۱        | ۰        | ۴                        | ۱                        | _      | _      | ۰    | ۰    | ۲۵    | ۷     |
| مجموع هارت آف میدلوتیان    | مجموع هارت آف میدلوتیان   | مجموع هارت آف میدلوتیان   | ۳۵   | ۱۳  | ۳        | ۱        | ۴                        | ۱                        | _      | _      | ۰    | ۰    | ۴۲    | ۱۵    |
| پاختاکور                   | ۲۰۱۸                      | لیگ ازبکستان              | ۲۱   | ۱۲  | ۴        | ۲        | _                        | _                        | _      | _      | ۱۰   | ۴    | ۳۵    | ۱۸    |
| مجموع پاختاکور             | مجموع پاختاکور            | مجموع پاختاکور            | ۲۱   | ۱۲  | ۴        | ۲        | _                        | _                        | _      | _      | ۱۰   | ۴    | ۳۵    | ۱۸    |
| استقلال                    | ۲۰۱۹–۲۰۱۸                 | لیگ برتر                  | ۱۳   | ۳   | ۰        | ۰        | _                        | _                        | ۵      | ۰      | _    | _    | ۱۸    | ۳     |
| مجموع استقلال              | مجموع استقلال             | مجموع استقلال             | ۱۳   | ۳   | ۰        | ۰        | _                        | _                        | ۵      | ۰      | _    | _    | ۱۸    | ۳     |
| مجموع آمار                 | مجموع آمار                | مجموع آمار                | ۱۹۰  | ۵۷  | ۲۲       | ۱۳       | ۱۰                       | ۴                        | ۱۵     | ۳      | ۱۱   | ۴    | ۲۴۸   | ۸۱    |

1. ↑  بازی‌ها در لیگ اروپا
2. ↑  دو بازی و یک گل در لیگ قهرمانان اروپا و چهار بازی یک گل در لیگ اروپا
3. ↑  بازی در سوپر جام فوتبال قبرس
4. ↑  بازی‌ها در پلی‌اف لیگ ازبکستان

## افتخارات

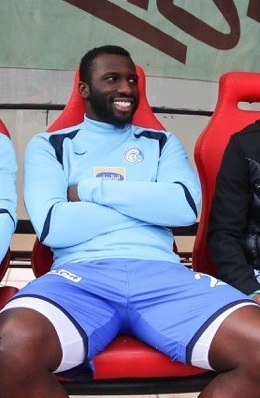
ایسما در اولین حضورش در استقلال ایران در دور برگشت لیگ برتر ۹۸–۱۳۹۷ در برابر پیکان تهران

### باشگاهی
سنت میرن
- قهرمانی لیگ کاپ اسکاتلند (۱): ۲۰۱۳

آپوئل
- قهرمانی سوپر جام قبرس (۱): ۲۰۱۳

ریو آوه
- نائب قهرمانی سوپر جام پرتغال (۱): ۱۵–۲۰۱۴

پاختاکور
- نائب قهرمانی لیگ برتر ازبکستان (۱): ۲۰۱۸
- نائب قهرمانی جام حذفی ازبکستان (۱): ۲۰۱۸

### فردی
- آقای گل لیگ برتر فوتبال ازبکستان (۱): ۲۰۱۸

## جستار های وابسته
- فهرست بازیکنان خارجی باشگاه فوتبال استقلال تهران